# 林炳坤
林炳坤（1948年8月15日—），中華民國政治人物，現任無黨團結聯盟主席。曾連任5屆澎湖縣選區立委（第3－7屆）。澎湖地方派系嵵裡幫的領導人物。

## 經歷
大學畢業后接手家族營造業，1993年因涉及中油廢水處理工程弊案而被起訴收押，1994年交保獲釋但仍限制出境。此案事後法院以無罪結案。1995年12月当选第3届区域立法委员，1998年12月、2001年12月连选连任第4、5届区域立法委員，曾任立法院内政委员会召集委员、立法院E世代问政联盟秘书长。2002年6月遭國民黨開除黨籍。2002年10月与其他无党籍立委成立无党團結聯盟，并任总召集人。2004年总统大选中支持连宋。2004年12月当选第6届区域立法委员。2008年1月連任。现任东南水泥股份有限公司常务董事，东弘营造公司董事长。
2012年1月14日，競選立委連任失敗，輸給楊曜。
2016年，轉戰無盟不分區第一名，由於無盟僅獲0.6%政黨票，回鍋參選失利。

## 選舉紀錄
| 年度 | 選舉屆數           | 選舉區                                 | 所屬政黨     | 得票數 | 得票率 | 當選標記 | 備註 |
| ---- | ------------------ | -------------------------------------- | ------------ | ------ | ------ | -------- | ---- |
| 1995 | 第三屆立法委員選舉 | 澎湖縣選舉區                           | 中國國民黨   | 26,055 | 65.85% |          |      |
| 1998 | 第四屆立法委員選舉 | 澎湖縣選舉區                           | 中國國民黨   | 22,342 | 62.78% |          |      |
| 2001 | 第五屆立法委員選舉 | 澎湖縣選舉區                           | 無黨籍       | 21,534 | 53.81% |          |      |
| 2004 | 第六屆立法委員選舉 | 澎湖縣選舉區                           | 無黨團結聯盟 | 22,650 | 59.87% |          |      |
| 2008 | 第七屆立法委員選舉 | 澎湖縣選舉區                           | 無黨團結聯盟 | 19,584 | 50.71% |          |      |
| 2012 | 第八屆立法委員選舉 | 澎湖縣選舉區                           | 無黨團結聯盟 | 20,756 | 46.56% |          |      |
| 2016 | 第九屆立法委員選舉 | 全國不分區及僑居國外國民立法委員選舉區 | 無黨團結聯盟 | 77,672 | 0.64%  |          |      |

## 外部連結
| 政党职务      | 政党职务                    | 政党职务 |
| ------------- | --------------------------- | -------- |
| 無黨團結聯盟  |                             |          |
| 前任： 張博雅 | 主席 第二任 2007年6月15日－ | 現任     |